# Шоссер, Антон
Антон Шоссер (нем. Anton Schosser; 7 июня 1801, Лозенштайн, Верхняя Австрия — 26 июля 1849, Штайр) — австрийский поэт.

## Биография
Сын кузнеца. Работал учителем. Долгое время жил в Гмундене.
Автор стихов и песен о любви к родному краю и его природе. Писал на одном из диалектов Верхней Австрии.
Издал сборник «Природа и сцены из жизни горцев в пограничных Альпах…» («Naturbilder aus dem Leben der Gebirgsgewohner in den Grenzalpen zwischen Steyermark und dem Traunkreise», 1849; 2-е изд., 1850).
Его «Nachgelassene Gedichte» вышли в 1850 г. вместе с его биографией. Созданные им песни, вместе с народными мелодиями, напечатаны новым изданием во 2-й части сборника «Aus der Heimath» (Линц, 1889).
Умер тяжело больным в нищете.

## Избранные произведения
- ’s Hoamweh
- ’s Schwoag’ngehn
- Mein Seufzer («Da steh’ ich auf’m Kogel»)
- ’s Hoamtreib’n
- Der Hahnerfalz
- ’s Gamsjagern
- Die krank’ Schwoag’rin

В честь поэта в городе Штайр названа улица и горная хижина Альпах.